# Фостер, Рути
Рути Сесилия Фостер (англ. Ruthie Cecelia Foster) — американская певица и автор песен. Родилась 10 февраля 1964 года в городе Гоз (штат Техас, США), в семье певцов в жанре госпел. В четырнадцать лет Рути стала солисткой госпел-хора в своем родном городе, именно тогда к ней и пришло убеждение, что ее будущее будет неотрывно связано с музыкой.
Окончив школу, Рути переехала в Уэйко (штат Техас), где поступила в колледж. Во время обучения она являлась участницей блюзовой группы, которая выступала в барах Техаса. В дальнейшем Рути являлась участницей коллектива «Pride», исполняющего фанк-хиты и кавер-версии известных песен. Затем Рути обосновалась в Нью-Йорке, где регулярно выступала на местных концертных площадках, тогда же на нее обратил внимание крупный лейбл Atlantic Records, который предложил ей контракт для выпуска поп-альбомов. Однако Рути не интересовала поп-музыка, так как свое предпочтение она отдавала фолку, кантри и госпелу.
В 1993 году Рути, узнав о болезни матери, прервала работу над альбомом и вернулась в Техас. Во время ухода за матерью она устроилась работать на телевизионную станцию ассистентом.
1997 год был плодотворным для Рути, так как она выпустила свой первый сольный альбом "Full Circle, " успех которого проложил путь к длительным отношениям с лейблом Blue Corn Music. Ведущими жанрами как этого альбома, так и всех последующих, были кантри, блюз, фолк, госпел. В декабре 2009 года вышел пятый альбом певицы под названием «The Truth According to Ruthie Foster», который тут же был номинирован на премию Грэмми в категории Grammy Award for Best Contemporary Blues Album. В мае 2010 года на церемонии Blues Music Awards Рути была признана певицей года в жанре современного блюза, а в 2011 году на Byron Bay Bluesfest — лучшим артистом в Австралии.

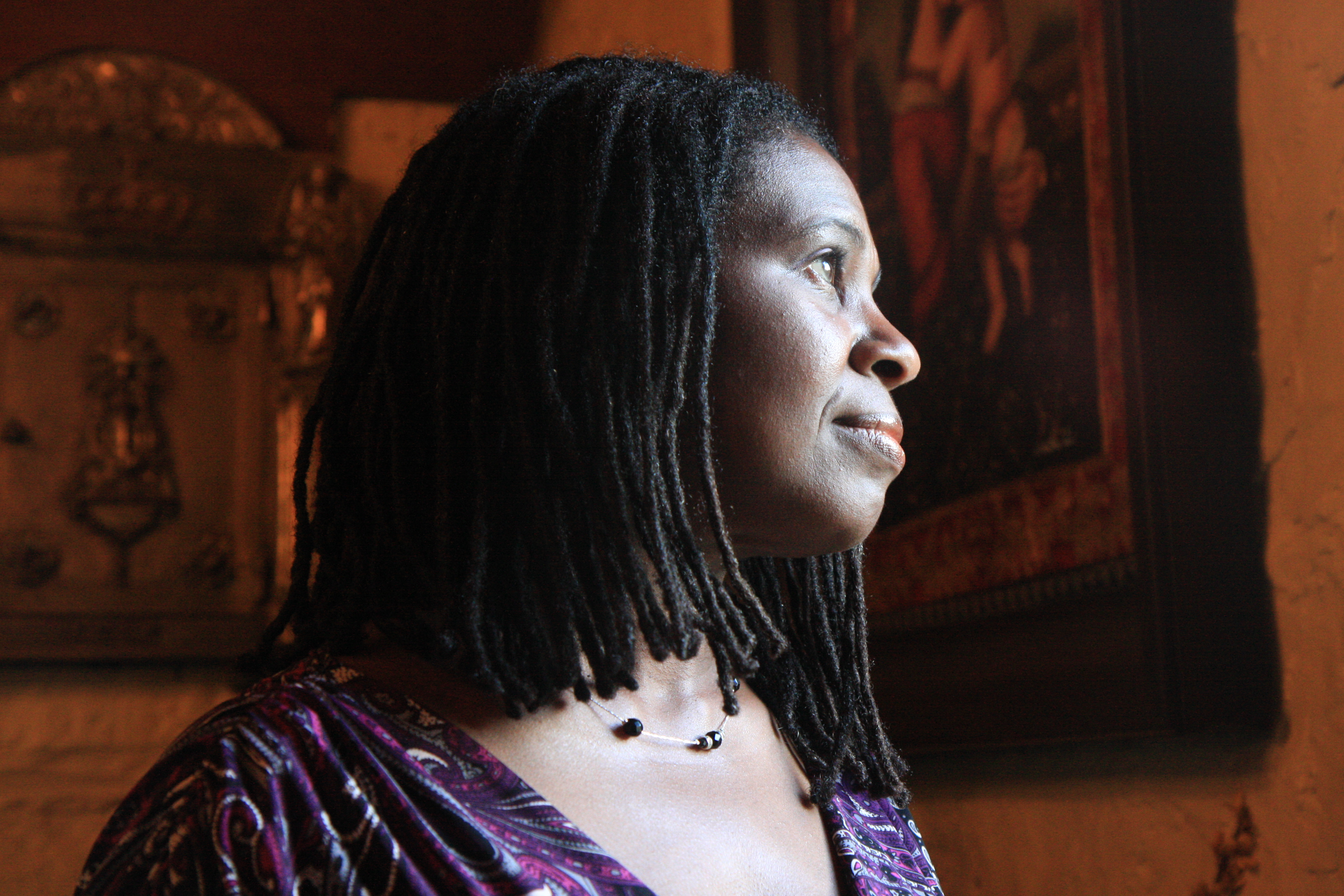
Рути Фостер в Нью-Йорке на представлении The Living Room, январь 2007 года

В 2011 году вышел альбом «Live At Antones», который был выпущен на CD и DVD. А в 2012 году певица выпустила шестой студийный альбом под названием «Let It Burn», в котором среди новых песен представила также и каверы на композиции Адель, Джона Мартина, Джонни Кэша и других.
В настоящее время на счету певицы девять альбомов, последний из которых вышел в 2017 году. При этом Рути по-прежнему остается известной только в узких кругах, она имеет костяк фанатов, ради которых и выпускает музыку, а также регулярно ездит в туры. На её выступлениях держится теплая, дружественная атмосфера, Рути постоянно общается с публикой.

## Дискография
- Full Circle (1997)
- Crossover (1999)
- Runaway Soul (2002)
- Stages (2004)
- The Phenomenal (2007)
- The Truth (according to Ruthie Foster) (2009)
- Let It Burn (2012)
- Promise of a Brand New Day (2014)
- Joy Comes Back (2017)